# Sân vận động Olympic Nilton Santos
Sân vận động Olympic Nilton Santos (tiếng Bồ Đào Nha: Estádio Olímpico Nilton Santos), trước đây có tên gọi là Sân vận động Olympic João Havelange (tiếng Bồ Đào Nha: Estádio Olímpico João Havelange; phát âm tiếng Bồ Đào Nha: [iʃˈtadʒw oˈɫĩpiku ˈʒwɐ̃w̃ ɐveˈlɐ̃ʒi]), là một sân vận động đa năng nằm ở khu vực Engenho de Dentro thuộc Rio de Janeiro, Brasil. Sân được sử dụng chủ yếu cho các trận đấu bóng đá và điền kinh. Đây là sân nhà của câu lạc bộ bóng đá Botafogo. Sân được xây dựng theo côngxoocxiom dưới sự chỉ đạo của công ty Odebrecht S.A., từ năm 2003 đến năm 2007, để phục vụ cho Đại hội Thể thao Liên châu Mỹ 2007. Sân cũng là nơi diễn ra các môn thi đấu điền kinh tại Thế vận hội Mùa hè 2016 và Thế vận hội dành cho người khuyết tật Mùa hè 2016. Nơi đây cũng sẽ là một trong năm địa điểm tổ chức Cúp bóng đá Nam Mỹ 2021.
Sân được biết đến với nhiều tên gọi khác nhau. Biệt danh Engenhão ([ẽʒẽˈɲɐ̃w̃]) đề cập đến vị trí của sân vận động. Sân vận động được đặt theo tên của cựu chủ tịch FIFA và thành viên Ủy ban Olympic Quốc tế (IOC) João Havelange. Ông đã qua đời ở tuổi 100 vì bệnh viêm phổi trong thời gian diễn ra Thế vận hội Mùa hè 2016. Từ năm 2015 đến 2017, chính quyền thành phố Rio cho phép Botafogo gọi tên sân vận động là Sân vận động Nilton Santos nhằm vinh danh Nilton Santos, cầu thủ được coi là một trong những hậu vệ xuất sắc nhất trong lịch sử bóng đá và là thành viên của Đội hình tiêu biểu thế giới thế kỷ 20. Botafogo đã cố gắng xin phép để đổi tên thành tên chính thức nhưng không được đồng ý. Vào tháng 2 năm 2017, thành phố Rio de Janeiro chính thức đổi tên sân vận động thành Sân vận động Olympic Nilton Santos. Các vấn đề về kết cấu ở phần mái che được phát hiện vào tháng 3 năm 2013 khiến sân phải đóng cửa để sửa chữa. Sức chứa của sân vận động đã được tăng lên 60.000 người cho Thế vận hội.

## Sử dụng khác
Thỉnh thoảng, sân được sử dụng để tổ chức các buổi hòa nhạc và trở thành địa điểm chính cho mục đích này tại Rio de Janeiro từ khi nó mở cửa, nhưng nhiều hơn nữa là khi Sân vận động Maracanã đóng cửa vào năm 2010 để nâng cấp chuẩn bị cho Giải vô địch bóng đá thế giới 2014. Một vài ca sĩ tổ chức tại sân vận động này là: Paul McCartney (Up and Coming Tour, 22 & 23 tháng 5 năm 2011), Justin Bieber (My World Tour, 5 & 6 tháng 10 năm 2011) và Roger Waters (The Wall Live, 29 tháng 3 năm 2012). Với những buổi hòa nhạc trực tiếp, sân có thể có từ 20,000 tới 45,000 người.

## Hình

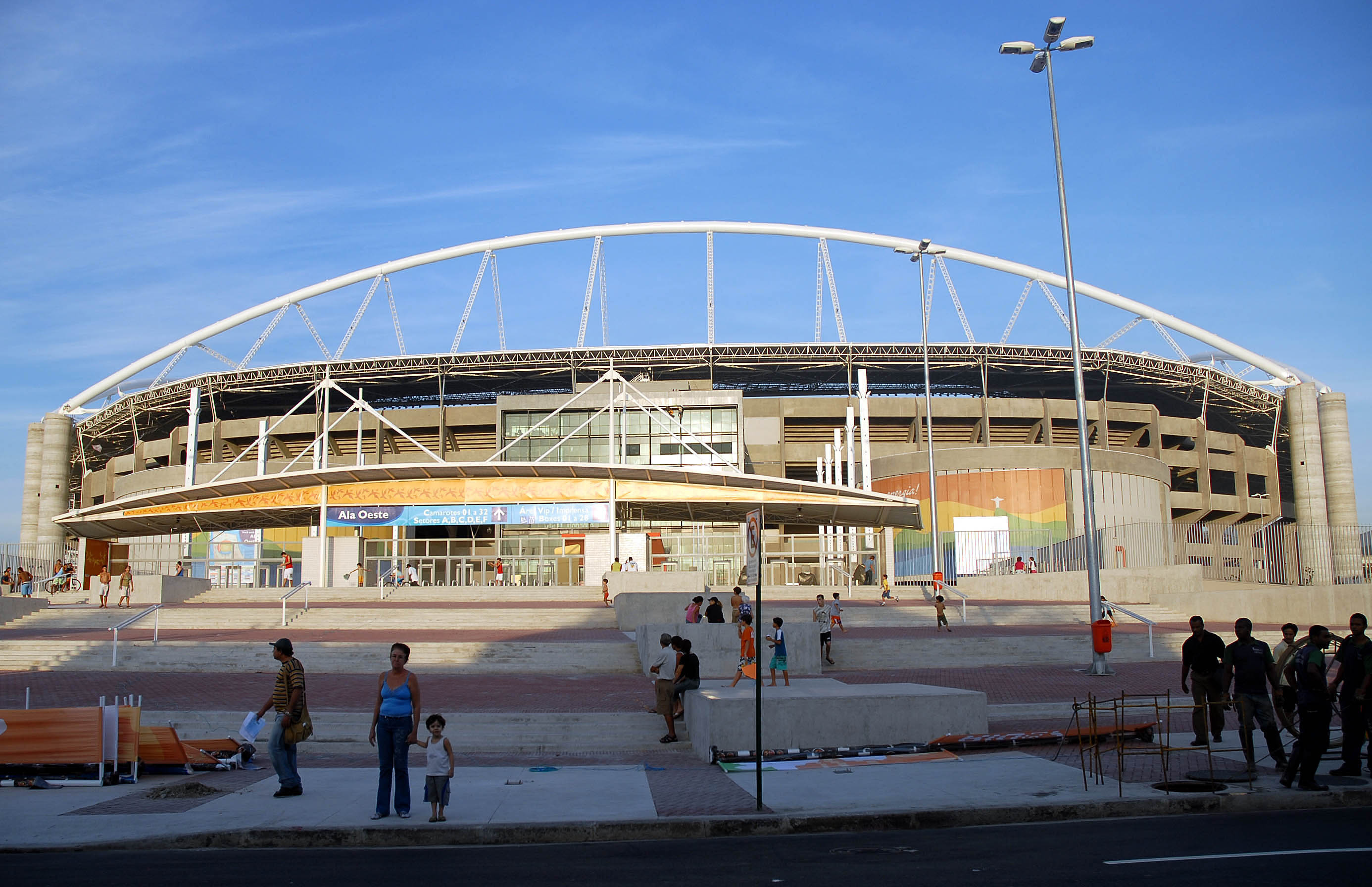
Hình chụp bên ngoài sân vận động trong thời gian diễn ra Đại hội thể thao Liên Mỹ 2007, nhìn từ phía đông, tháng 7 năm 2007
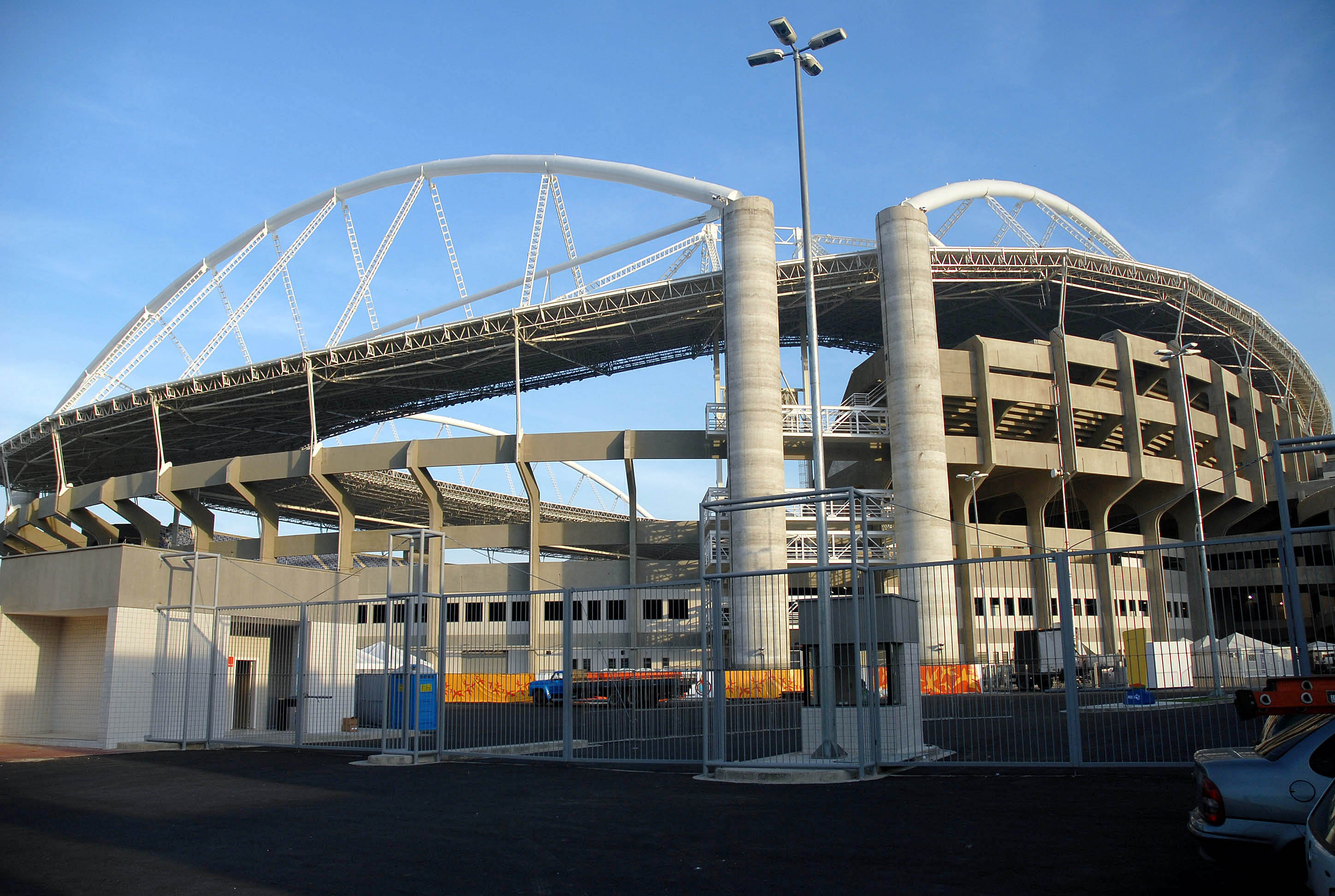
Hình chụp bên ngoài sân vận động nhìn từ phía tây nam, tháng 11 năm 2007
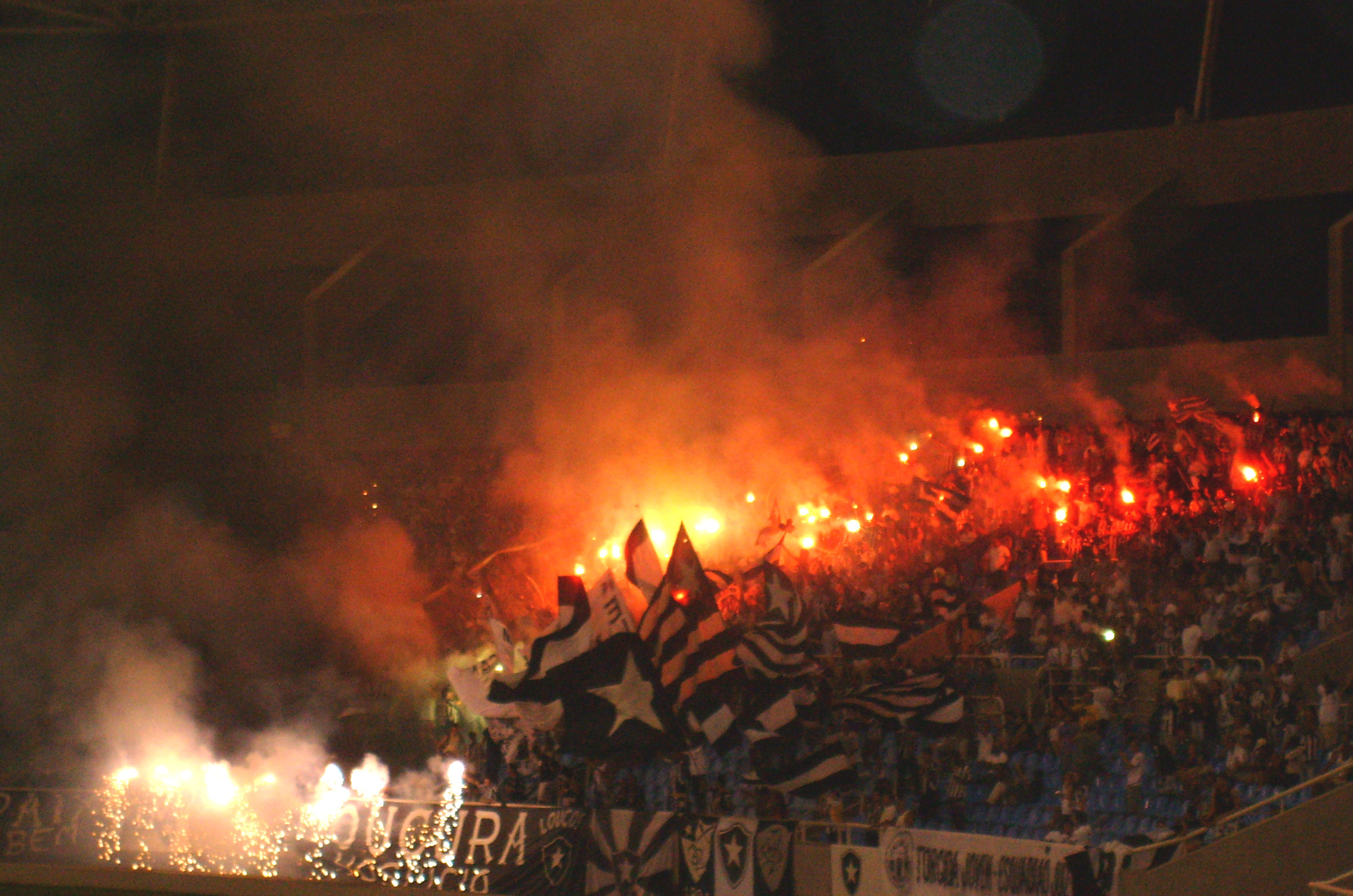
CĐV Botafogo đốt pháo sáng trong một trận đấu tại Série A trên sân, tháng 5 năm 2008.
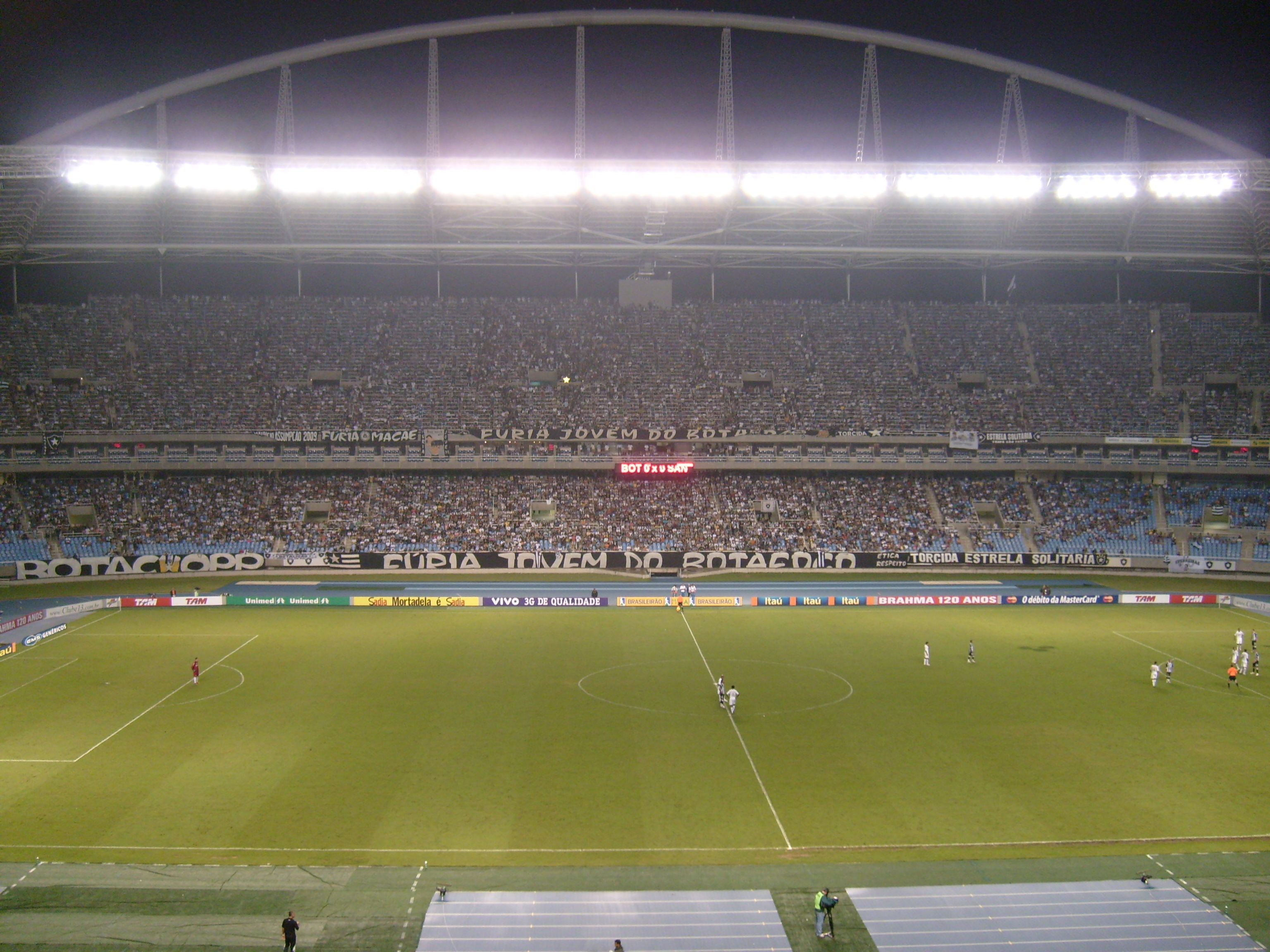
Hình chụp bên trong sân, nhìn về phía khán đài phía Đông, tháng 10 năm 2008
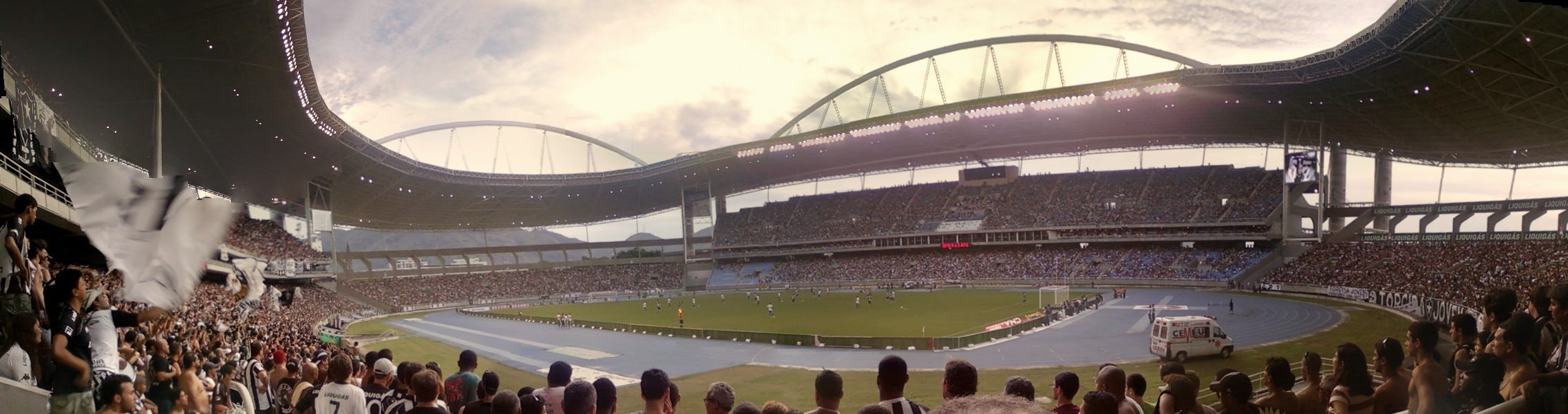
Hình panorama của sân trong một trận đấu Série A, tháng 10 năm 2009
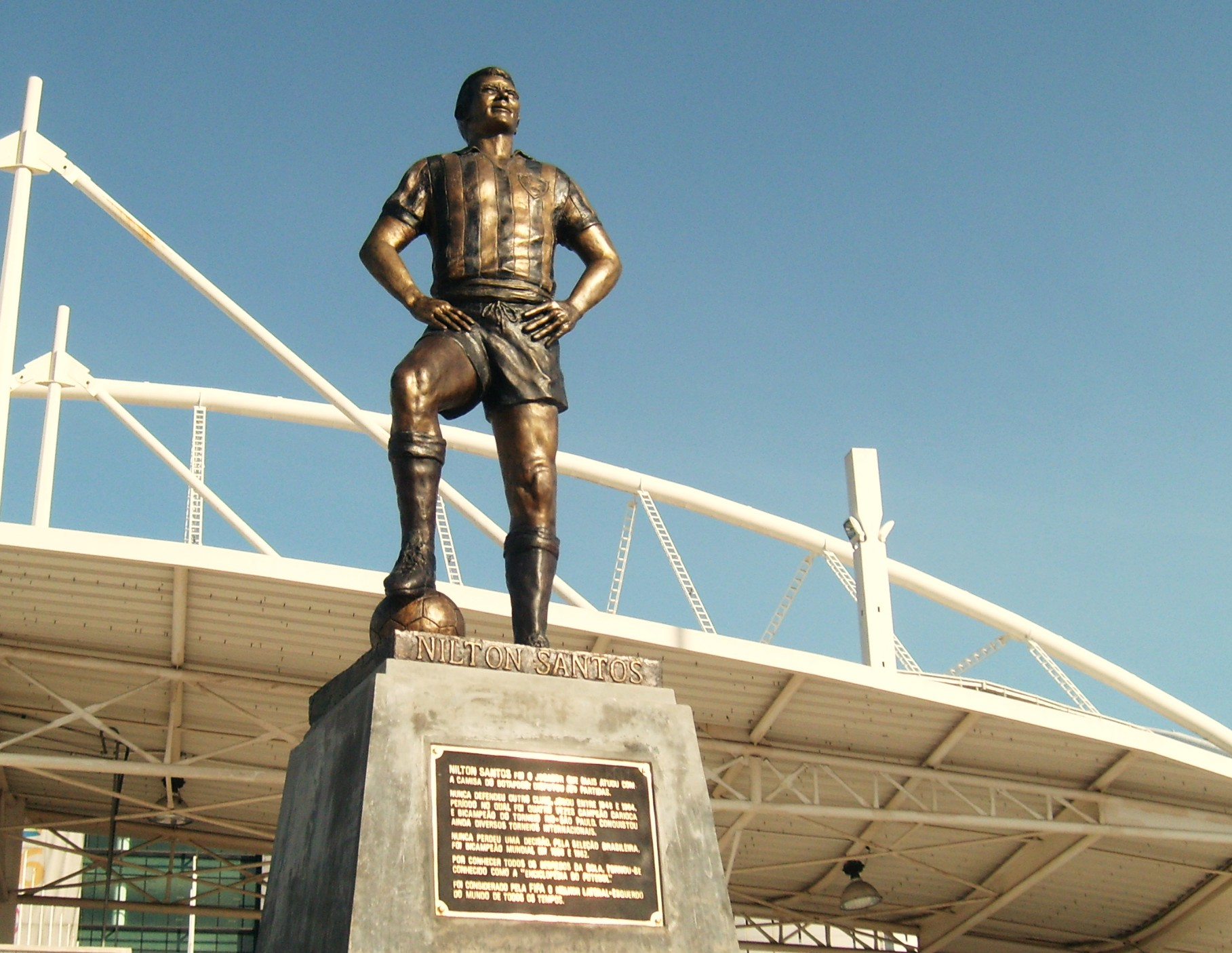
Tượng cầu thủ bóng đá Nilton Santos, bên ngoài sân, tháng 11 năm 2009